# كرستن كوالسكي
كرستن كوالسكي (بالألمانية: Kerstin Kowalski )‏ (و. 1976  م) هي مجدفة ألمانية، ولدت في بوتسدام، شاركت في Rowing at the 2000 Summer Olympics – Women's quadruple sculls ‏، وRowing at the 2004 Summer Olympics – Women's quadruple sculls ‏.

## روابط خارجية
- كرستن كوالسكي على موقع الاتحاد الدولي للتجديف (الإنجليزية)
- كرستن كوالسكي على موقع اللجنة الأولمبية الدولية (الإنجليزية)
- كرستن كوالسكي على موقع أوليمبيديا (الإنجليزية)